# Teliospora

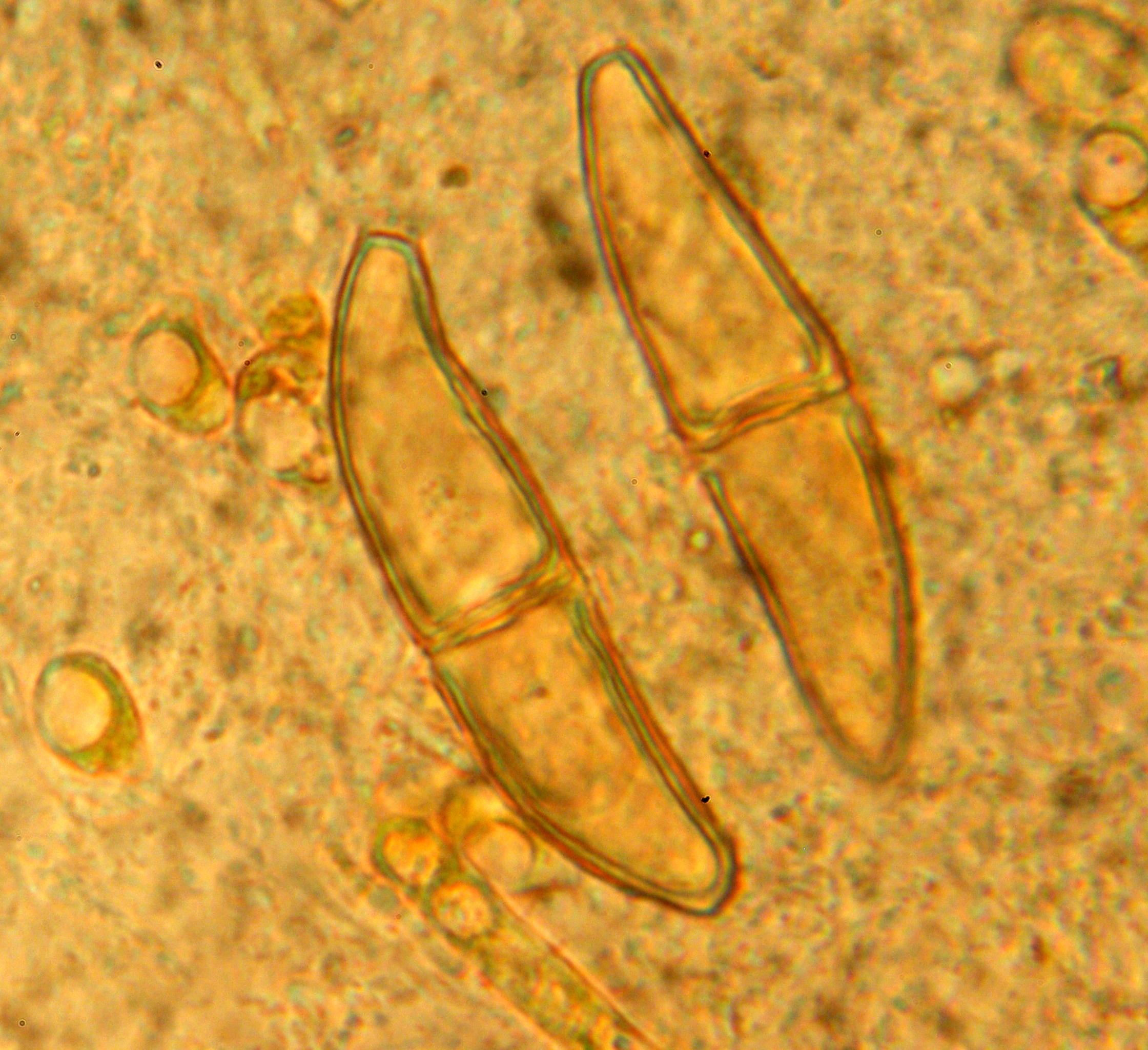
Teliosporas bicelulares de Gymnosporangium clavariforme

Las Teliosporas son las esporas de descanso de algunos hongos de la división Basidiomycota (como las royas y los carbones), de las cuales emerge el basidio. Se desarrollan dentro de telia.
Las teliosporas suelen presentar una tonalidad oscura y paredes gruesas, especialmente en especies adaptadas a resistir el invierno (actuando como Clamidosporas). Presentan una, dos, o más células dicarióticas. Mientras las teliosporas germinan, los núcleos experimentan cariogamia, para después atravesar un proceso de meiosis, dando lugar a un basidio de cuatro células con basidiosporas haploides.
- Datos: Q1299273
- Multimedia: Teliospores / Q1299273